# 小麦黑粉病
小麦黑粉病是危害小麦的主要病害之一；一般分三种：
- 小麦秆黑粉病，病原为小麦条黑粉菌(Urocystis tritici)；病菌的孢子落在土壤和粪肥中或粘附在麦种上传播，病菌孢子与麦种同时萌发，侵入麦株；小麦拔节前后开始在叶子上出现症状，病株矮小，叶子卷曲，多数不能抽穗结实，容易枯死；叶子、叶鞘和秆上出现灰黑色条纹，破裂后散发出黑粉。小麦播种时土壤温度高、湿度低容易发病。

- 小麦散黑穗病，病原为小麦散黑粉菌(Ustilago tritici)；小麦开花时病菌孢子落在花上萌发，侵入子房，菌丝即在种子内部过冬，受害麦粒成熟如常；菌丝在带菌的麦粒播种后萌发，随着麦株生长而侵入穗部，使全部小穗变成黑粉，随风飞散后，仅留穗轴。小麦的花期多雾、多雨容易受到侵染。

- 小麦腥黑穗病，病原为两种腥黑粉菌(Tilletia caries 和 T foetitla)；病菌孢子附在种子上或随粪肥传播，与小麦同时萌芽，侵入麦株；但只损害麦穗；病穗外形不变，但是麦粒内已充满黑粉状孢子，并有鱼腥味。

## 內部連結
- 麥角